# Stadtkirche Gießen

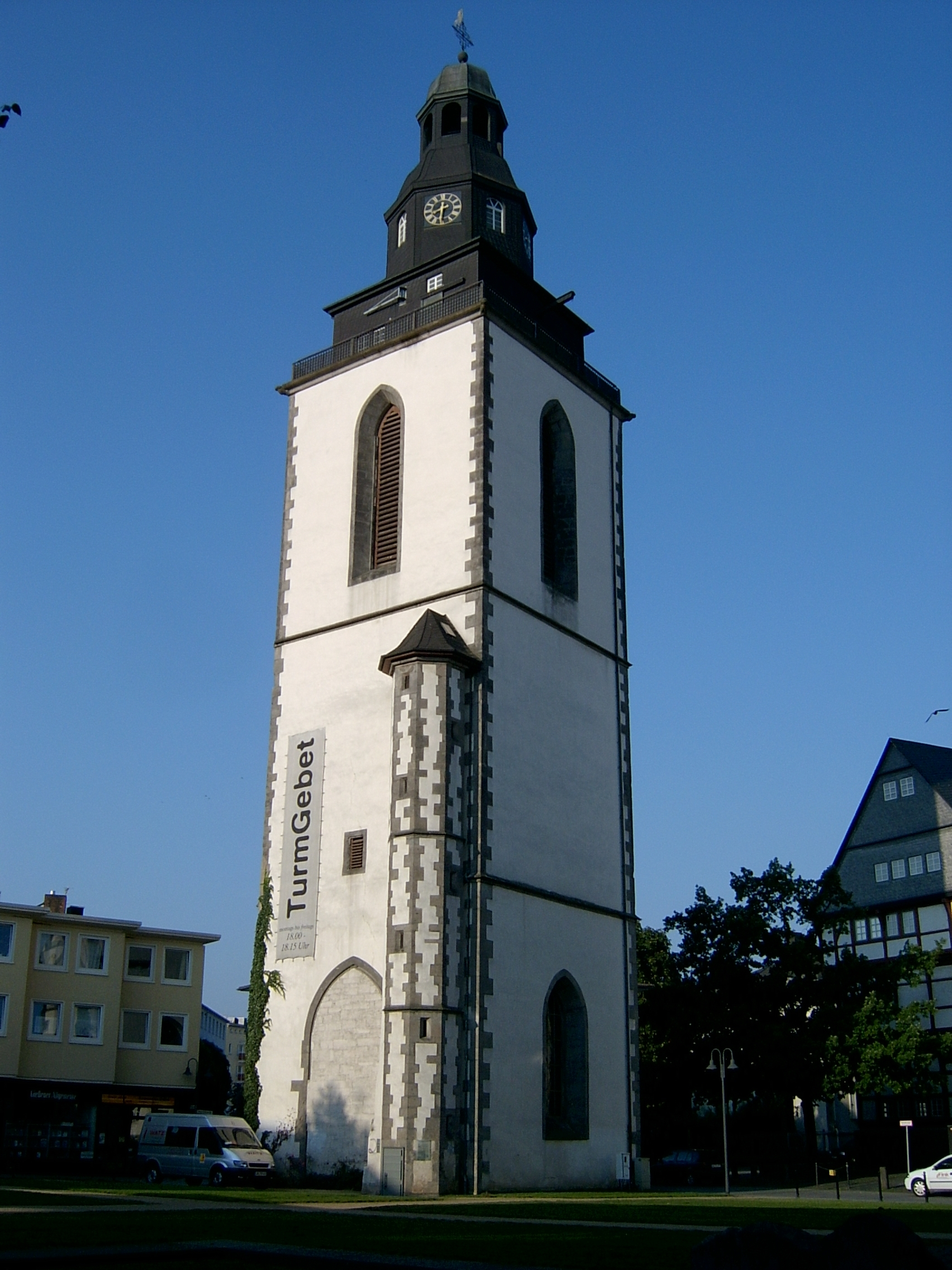
Stadtkirchturm im Jahr 2005

Die Stadtkirche ist eine ehemalige Kirche in Gießen, von der nach der Zerstörung im Zweiten Weltkrieg noch der Kirchturm erhalten ist. Der freistehende Glockenturm ist das älteste Gebäude der Kernstadt und gilt als Wahrzeichen der Stadt Gießen. Das hessische Kulturdenkmal aus gotischer Zeit ist 50,70 Meter hoch und prägt das Stadtbild.

## Geschichte

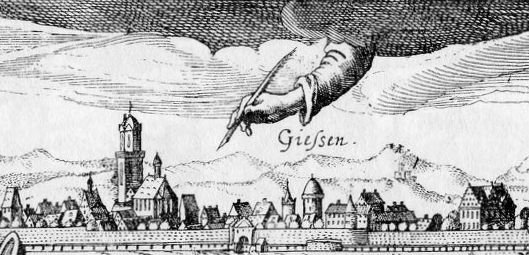
Ansicht auf Gießen von 1623: Stadtturm mit alter Haube und gotische Kirche mit Dachreiter

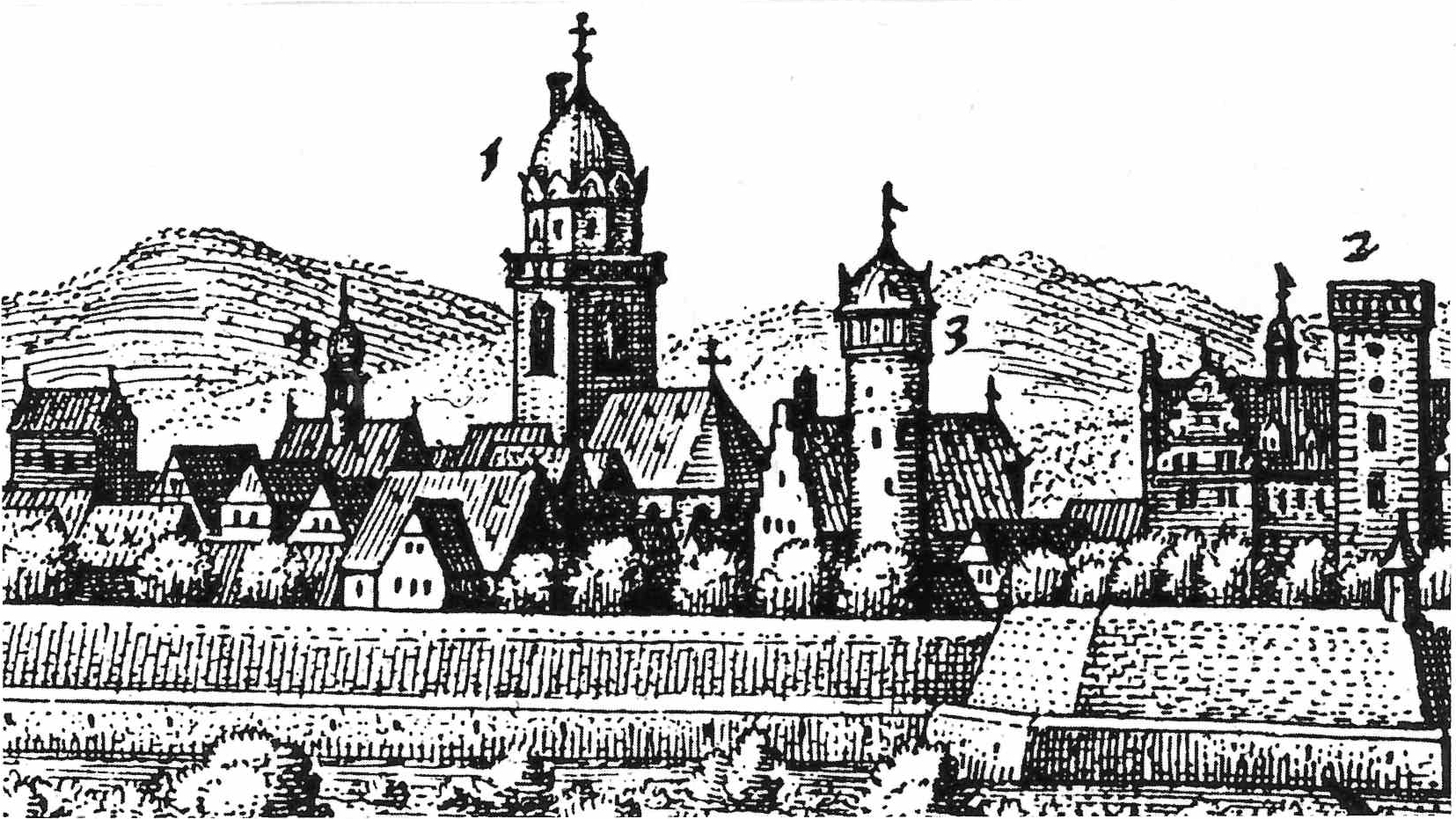
Stadtkirchenturm mit Renaissancehaube nach Merian (1646/1655)

Im 12./13. Jahrhunderts entstand im Bereich des heutigen Kirchplatzes eine „Kapelle“, wie sie damals noch bezeichnet wurde. Sie wurde 1248 erstmals urkundlich erwähnt und war dem Heiligen Pankratius und Maria geweiht. Die Pankratiuskapelle war ein Filial der älteren Peterskirche in dem Dorf Selters, die auf dem Seltersberg außerhalb von Gießen stand. Seit Ende des 15. Jahrhunderts war Selters von seinen Bewohnern verlassen und gilt als Wüstung. Das Gebäude diente zunächst den Burgherren und Burgmannen als Burgkapelle. Als der hessische Landgraf 1265 die Stadt erwarb, erhielt die Kapelle einen eigenen Pleban und wurde zur Stadtkirche; 1285 ist ein Friedhof nachgewiesen.
Die Kapelle wurde wahrscheinlich im 14. Jahrhundert in zwei Bauphasen durch ein gotisches Gotteshaus ersetzt, das 1334 zum ersten Mal als „Pfarrkirche“ („parochialis ecclesia“) bezeichnet wird. Parallel trug sie die Bezeichnung „Stadtkirche“ und in Kontinuität zum Vorgängerbau „Pankratiuskapelle“, zumal sie ebenfalls dem Pankratius geweiht war. Der sich nördlich anschließende Platz war bereits vor Errichtung der Kirche bebaut, sodass der Friedhof südlich der Kirche vermutet wird. Von 1484 bis 1520 wurde in einer dritten Bauphase der Kirchturm – ebenfalls im gotischen Stil – über dem Burggraben der 1152 errichteten Wasserburg Gießen gebaut, wie Ausgrabungen in den 1980er Jahren ergaben. Die eingeschossige Kuppel, die etwa 1520 über dem zehnseitigen Wohngeschoss fertiggestellt wurde, war im Stil der Renaissance gehalten und hatte einen Kranz von kleinen Dreiecksgiebeln. Sie gilt als eines der frühesten Beispiele für eine Welsche Haube. Mit Einführung der Reformation durch Philipp den Großmütigen im Jahr 1527 wechselte die Stadt zum evangelischen Bekenntnis und die Stadtkirche wurde der Versammlungsort der protestantischen Gemeinde (nach dem Prinzip Cuius regio, eius religio). Als erster lutherischer Pfarrer wirkte Daniel Greser (* 6. Dezember 1504; † 29. September 1591) von 1532 bis 1542. Zu diesem Zeitpunkt war die Kirche für die „anwachsende Bevölkerung“ bereits zu klein. St. Peter in Selters wurde im Zuge des Festungsbaus 1530–1533 und der Erweiterung der Stadt Gießen niedergelegt. Bis zur Fertigstellung der Burgkirche im Jahr 1658, dem umgebauten Universitätsballhaus, das seit 1645 für Gottesdienste genutzt wurde, war die Pankratiuskirche fortan die einzige Kirche in Gießen.
Durch den Einbau von zwei Emporen („Bohrlauben“) im Jahr 1580 entstanden in der Kirche zusätzliche Sitzplätze. Nachdem die Stadt gewachsen war und die Gründung der Universität Gießen zu einem weiteren Anstieg der Gottesdienstbesucher geführt hatte, war eine Vergrößerung oder ein Neubau der Kirche erforderlich. Nach mehreren Eingaben an Landgraf Ludwig V. wurde in einer vierten Bauphase von 1613 bis 1622 das Hauptschiff in nördliche Richtung erweitert und eine Verbindung zum Turm geschaffen. Um 1625 baute vermutlich der Licher Orgelbauer Georg Wagner eine Orgel mit einem Manual und Pedal. 1675/1676 erfolgte der Einbau einer neuen Orgelempore. Die vorübergehende Verlegung der Universität Gießen nach Marburg (1624 bis 1649) und das Pestjahr 1635 führten zu einem zeitweisen Bevölkerungsrückgang, sodass die Neubaupläne aufgegeben wurden. Eine fünfte Bauphase mit Umbauten der Kirche folgte in den Jahren 1657/1658, als der alte Chor abgerissen und die Kirche vergrößert, Emporen eingebaut und eine Sakristei angebaut wurden, sowie 1675/1676. 1699 wich die Turmkuppel einem barocken oktogonalen Helm mit drei Geschossen. Hier befand sich ein nun quadratisches Wohngeschoss mit einer kleinen Türmerwohnung mit drei Zimmern und einer Küche für den Turmwächter. Bis 1910 gab es einen solchen Türmer in Gießen. 1714 genehmigte der Landesherr zwei Lotterien für den Neubau oder die Erweiterung der abgängigen Kirche. Anscheinend blieben die Lotterien erfolglos. Die Pläne kamen nicht zur Ausführung; lediglich der Kirchturm wurde 1715 repariert. Der fürstliche Landbaumeister Johann Helfrich Müller kam 1785 zu dem Urteil, dass die Kirche „von elender Beschaffenheit“ sei und „man die Kirche eher neu erbauen als repariren solle“. Als der Kirchenbau zunehmend Renovierungsbedarf aufwies, wurde er schließlich im Mai 1808 bis auf den Turm aufgegeben. Am 10. August 1808 genehmigte das Ministerium einen Neubau. Die alte Stadtkirche wurde 1809 abgerissen.

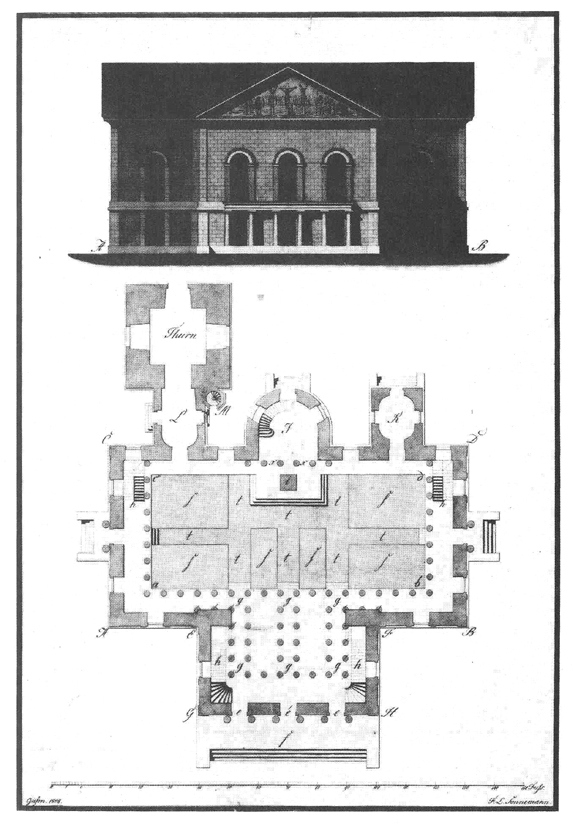
Entwurf der neuen Gießener Stadtkirche von F. L. Sonnemann (1808)

Der Gießener Landbaumeister Friedrich Sonnemann entwickelte zusammen mit seinem Sohn, dem Baukonduktor Friedrich Ludwig Sonnemann, im Jahr 1808 Pläne für eine neue Stadtkirche. Mit den Fundamentarbeiten wurde 1810 begonnen. Als es zu Streitigkeiten kam, ließ der Großherzog seinen Architekten Georg Moller aus Darmstadt neue Pläne entwerfen. Sich ändernde Pläne, Kontroversen, zähe Verhandlungen und eine lange Finanzschwäche verzögerten den weiteren Bau. Schließlich wurde ein Kompromiss ausgeführt und die Kirche in den Jahren 1810 bis 1821 im Stil des Klassizismus errichtet. Am 29. Juli 1821 fand die Einweihung statt. Statt der veranschlagten Kosten von 60.000 Gulden waren schließlich 120.000 Gulden erforderlich. Der Kirchturm wurde in unveränderter Form beibehalten. Für den Neubau wurde die um 1780 erbaute Orgel der Burgkirche übernommen, die über 22 Register auf zwei Manualen und Pedal verfügte und Johann Andreas Heinemann zugeschrieben wird. Sie wurde 1887 durch ein größeres Instrument von Friedrich Weigle ersetzt (36 Stimmen und drei Manuale), das 1907 umgebaut und erweitert wurde.
Die neue Stadtkirche war bei der Gießener Bevölkerung wenig beliebt, sodass Hugo von Ritgen bereits ab 1861 Umbaupläne entwickelte, die aber nicht ausgeführt wurden. Die evangelische Stadtgemeinde wurde am 1. November 1892 in vier eigenständige Kirchengemeinden mit je einem eigenen Pfarrer aufgeteilt. Namensgeber der neuen Gemeinden waren die vier Evangelisten. Die Matthäus- und Markusgemeinde nutzten die Stadtkirche, die Lukas- und Johannesgemeinde die 1893 errichtete Johanneskirche.  1897 erfolgte ein Umbau der Stadtkirche, bei dem größere Fenster eingebrochen und mit Glasmalereien versehen, die oberen Emporen entfernt und Inneres wie Äußeres umgestaltet wurden. Am 30. Januar 1898 fand die Wiedereröffnung der Kirche statt. Nachdem die Baupflicht am Turm und Schiff mindestens seit dem Anfang des 17. Jahrhunderts bei der Stadt lag und die Kirche Bau- und Unterhaltskosten am Chor zu tragen hatte, wurde 1885 der Turm auf die Kirchengemeinde übertragen und ging in ihren Besitz über. Die Stadt war bis 1910 zum Unterhalt der Türmerwohnung verpflichtet und zahlte in diesem Jahr nach zwei Jahren Streitigkeiten eine Ablösung ihrer bisherigen Unterhaltspflichten in Höhe von 8000 Mark, behielt aber das Recht zur Mitbenutzung der Glocken.

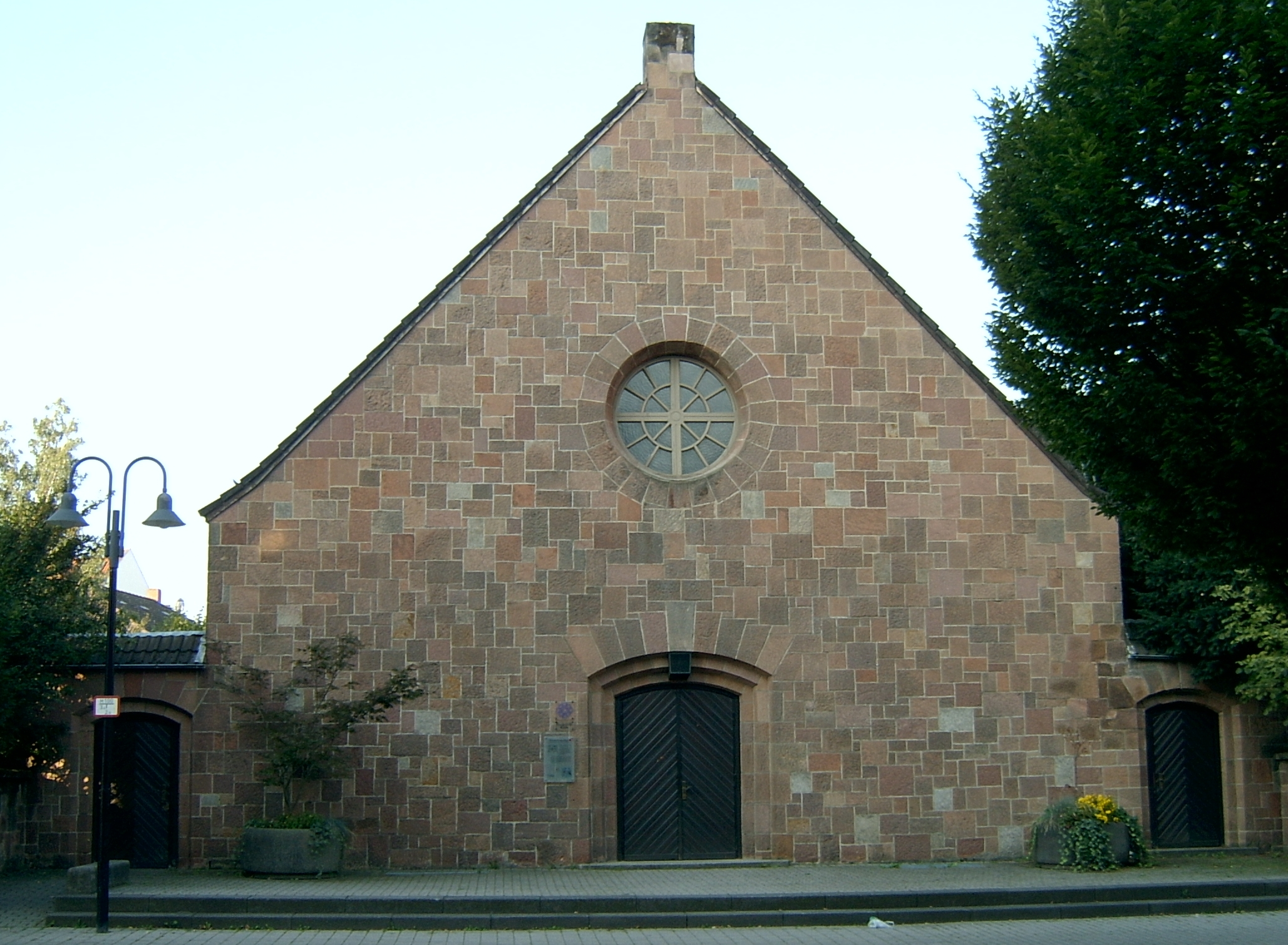
Pankratiuskapelle von 1949

Beim Bombenangriff auf Gießen am 6. Dezember 1944 wurde die Stadtkirche vollständig zerstört. Auch der Stadtkirchturm brannte aus und verlor seinen Helmaufbau. Als Folge sollte der Turm ohne Helm als Mahnmal dienen und blieb bis Ende der 1970er Jahre ohne Aufbau. Nur Einzelpersonen bemühten sich um eine Wiedererrichtung der Kirche, wie beispielsweise Kirchenbaumeister Karl Gruber. Die Baupolizei sprengte 1947 die Mauerreste. 1949 wurden die Trümmer durch eine Baufirma kostenfrei beseitigt, die im Gegenzug die Materialien behalten durfte.
Die Trümmer der Stadtkirche wurden für den Bau einer Notkirche für die evangelischen Matthäus- und Markusgemeinden verwendet, die ihr Gotteshaus verloren hatten. Die heutige Pankratiuskapelle wurde nicht an alter Stelle, sondern 80 Meter westlich des Campanile errichtet, da viele die Hoffnung hegten, die alte Kirche würde später wieder aufgebaut werden. Exakt ein Jahr nach den ersten Fundamentarbeiten wurde am 1. November 1949 die Kapelle eingeweiht. Der Kirchenarchitekt Otto Bartning entwickelte zusammen mit dem Schweizer Staudacher das Konzept eines hölzernen Tragwerks, auf dem das Dach ruht. Die Zwischenräume wurden mit Mauerwerk ausgefüllt, das ebenso wie die Fundamente zum großen Teil aus Steinen der zerstörten Stadtkirche bestand. So entstand eine der berühmten Bartning-Notkirchen.

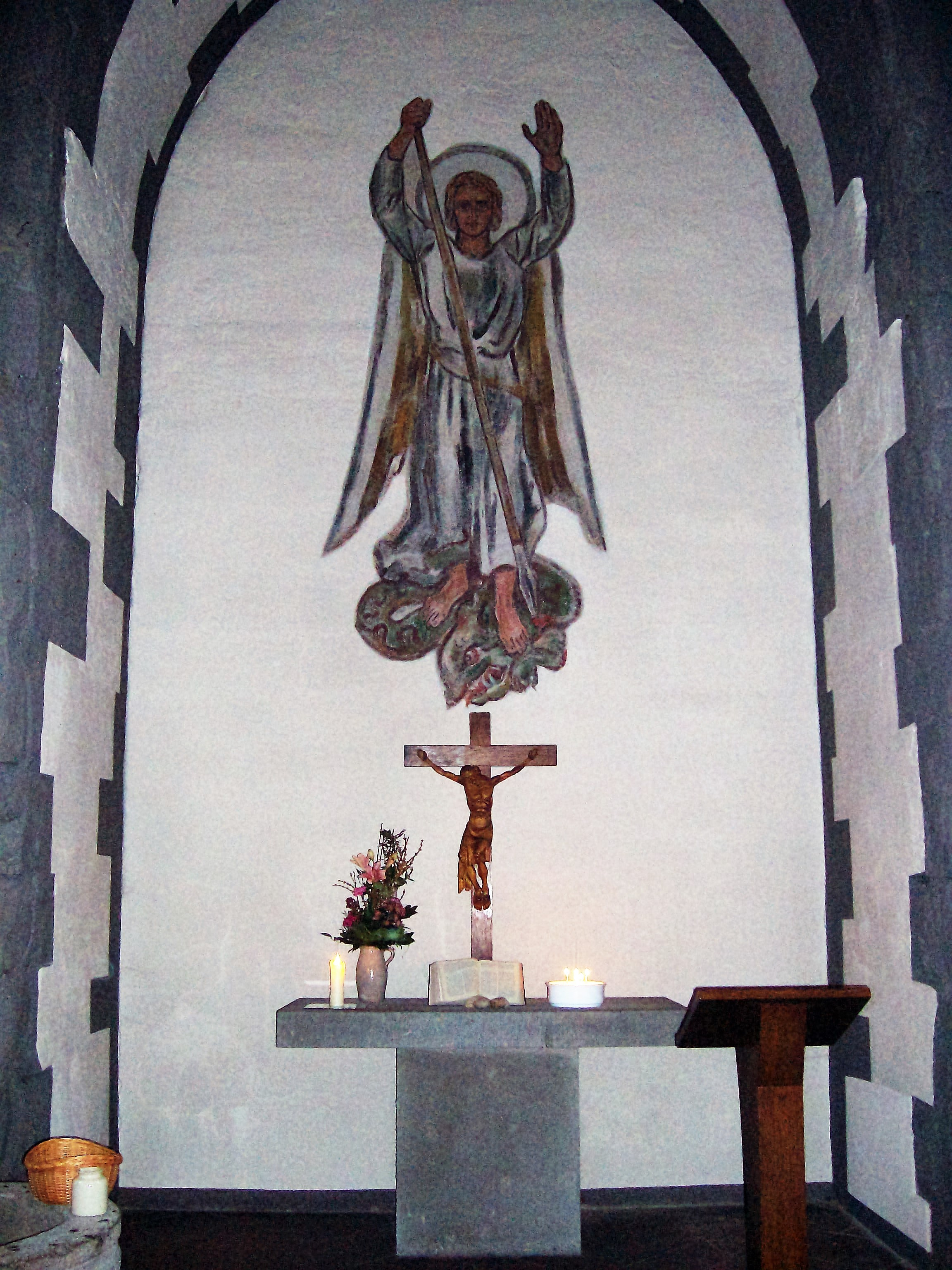
Altarbereich der Michaeliskapelle

Über die weitere Nutzung des Kirchturms gab es unterschiedliche Auffassungen. Dekan Karl Schmidt regte den Bau einer Gedenkkapelle im Glockenturm an. Den Auftrag erhielt der Hamburger Architekt Gerhard Langmaack, der 1952 den Umbau des unteren Turmgeschosses durchführte. Die Mauern unterhalb der Fenster im Norden und Süden wurden abgetragen, in der nördlichen Nische eine Orgel aufgestellt und in der südlichen drei Gedenkbücher für die Opfer der Bombardierung ausgelegt. Am 6. Dezember 1952 wurde die Tauf- und Gedächtniskapelle im Turm eingeweiht („Michaeliskapelle“). Das Areal der Stadtkirche auf dem Kirchplatz wurde 1954 in eine Grünfläche umgewandelt. Heute weisen dort Steinlinien aus Lungstein auf den Grundriss der ehemaligen Kirche hin.
1979 wurde die zerstörte Turmhaube in der barocken Form von 1699 rekonstruiert. Das Richtfest fand am 11. Juli statt. Ein Jahr später wurde die Außenfassade des Turms neu verputzt und gestrichen. Im Inneren wurde ab 1986 eine umfangreiche Renovierung vorgenommen. 2002 folgte die Sanierung des Treppenaufgangs zur Türmerwohnung.
Die Gießener Kirchengemeinden Markus und Matthäus fusionierten Ende des Jahres 2003 zur Evangelischen Pankratiusgemeinde. 2004 wurden alle Glockenklöppel des Vierergeläuts erneuert. Im Frühjahr 2008 zerbrach der Klöppel der größten Glocke, was einen Rechtsstreit nach sich zog. 2010 zerbrach ein weiterer Klöppel. Wiederhergestellt wurde das Geläut noch im selben Jahr. 2009 wurde der Turm für 250.000 Euro umfassend saniert, schadhafter Außenputz ausgebessert und der gesamte Turmschaft neu gestrichen.

## Baubeschreibung

### Pankratiuskirche

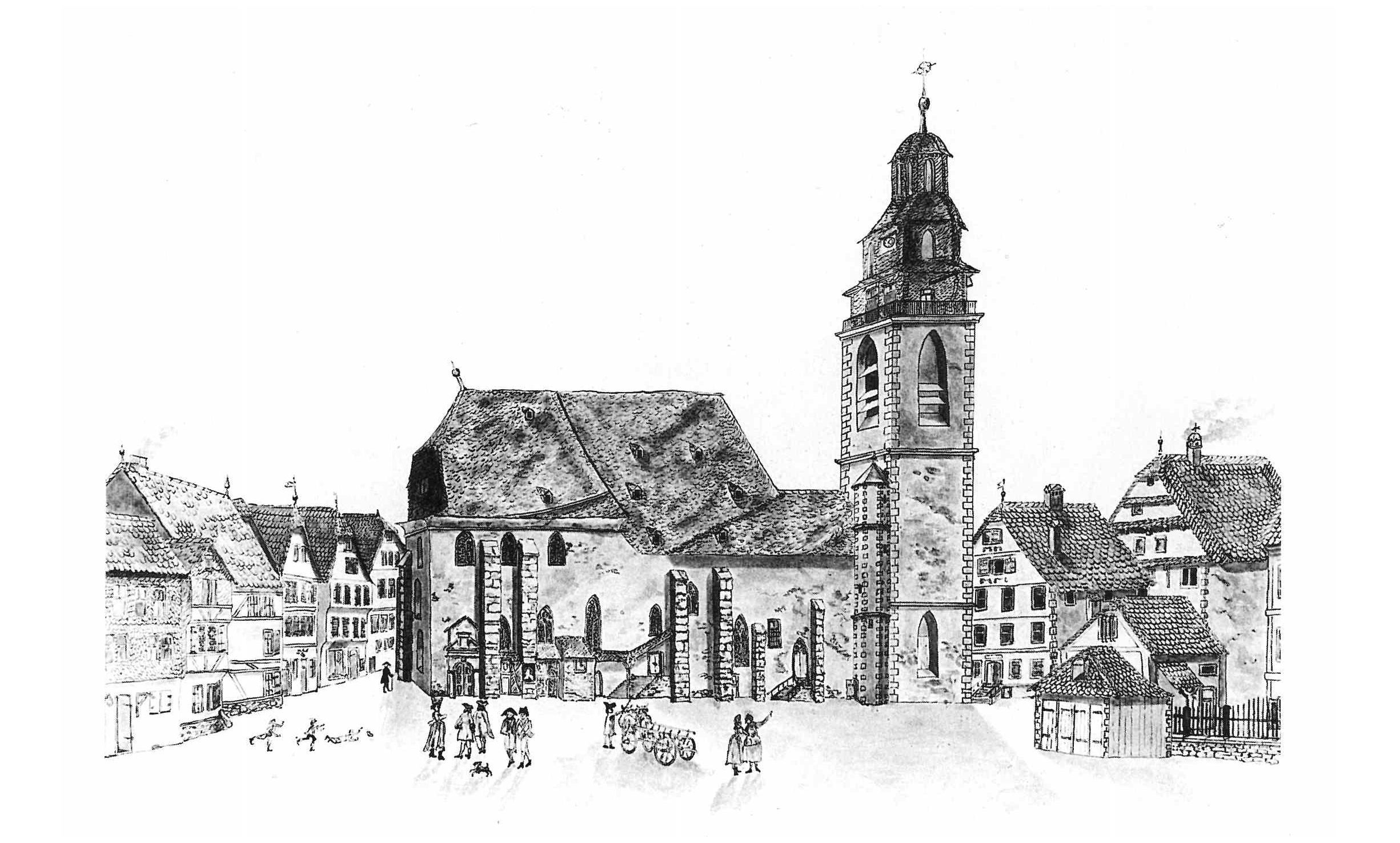
Gotische Stadtkirche vor 1809

Die erste Kapelle aus dem 12./13. Jahrhundert war mit ihrem Westportal etwa 50 Meter von der Burgmauer und 25 bis 30 Meter vom Burggraben und dem äußeren Tor entfernt. Der Innenraum auf rechteckigem Grundriss war nur etwa 8,50 × 9,00 Meter groß, ein Triumphbogen öffnete den etwa 3,50 × 5,00 Meter großen Rechteckchor zum Kirchenschiff. Der geostete Nachfolgebau aus dem 14. Jahrhundert war von Anfang an mindestens zweischiffig konzipiert, wie archäologische Grabungen im Jahr 2014 nachgewiesen haben. Er war 38 Meter lang und 14 Meter breit. Die gotische Hallenkirche hatte ein schmales nördliches Seitenschiff, das im Nordwesten die Verbindung von Turm und Kirche herstellte. In der nordöstlichen Ecke waren Teile der alten Kapelle mit rechteckigem Ostabschluss einbezogen. Das südliche Hauptschiff hatte sechs rechteckige Kreuzgewölbe und war doppelchörig angelegt, mit Fünfachtelschluss im Osten und Westen und einem steilen Satteldach. Die doppelchörige Anlage ist in Hessen zur Zeit der Spätgotik ohne Parallele. Spitzbogenfenster belichteten den Innenraum. Nach verschiedenen Umbauten präsentierte sich die Kirche im Osten mit einem geraden Ostabschluss und einem Walmdach sowie Strebepfeilern und spitzbogigen Fenstern an den Langseiten. Ein kleiner aufgesetzter Dachreiter erscheint auf einer Ansicht von 1623, aber nicht mehr bei Merian (1646/1655).

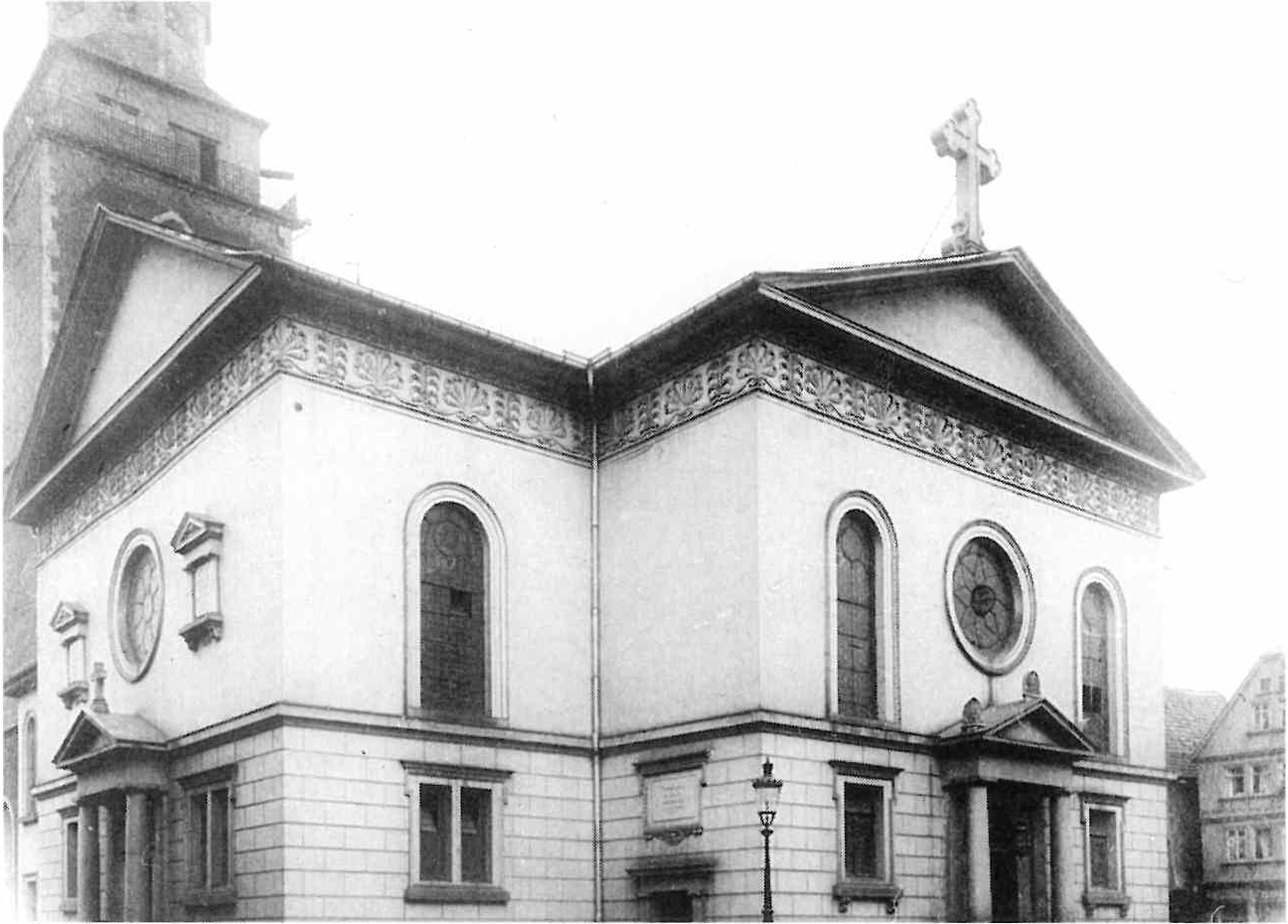
Stadtkirche im Jahr 1904

Die klassizistische Kirche von 1821 befand sich an derselben Stelle, war jedoch gegenüber dem gotischen Vorgängerbau um etwa 90 Grad gedreht. Das Schiff mit flachem Satteldach war in Nord-Süd-Richtung längsorientiert. Jede Seite war streng symmetrisch gestaltet. Ein umlaufendes Gesims gliederte die Außenmauern in zwei Zonen, deren untere über einem vorspringenden Sockel eine Quaderung aufwies, während die obere Zone glatt verputzt war. Den oberen Abschluss bildete ein umlaufendes charakteristisches Anthemienfries. Die Ostseite war durch einen breiten Mittelrisalit mit flachem Dreiecksgiebel als Schauseite (Frontispiz) betont. Durch diesen Mitteltrakt erschien die Kirche von außen als Querbau, war innen jedoch längs gerichtet. Axiale Rundbogenportale, von Säulen flankiert, erschlossen das Gebäude von jeder Seite. Über dem Architrav mit Dreiecksgiebel war an jeder Seite ein großes Rundfenster angebracht. In der oberen Zone am Risalit und an der Fassade der Rücklage waren nach dem Umbau von 1897 hohe Rundbogenfenster eingelassen, die mit kleinen Rechteckfenster in der unteren Zone korrespondierten. Der längsorientierte Innenraum wurde von einer halbrunden Holztonne abgeschlossen. Er erinnert an die Evangelische Stadtkirche Karlsruhe, die nach Plänen von Friedrich Weinbrenner, Mollers Lehrmeister, entstand. Der um einige Stufen erhöhte Altarbereich mit axial aufgestellter Kanzel befand sich an der nördlichen Schmalseite, die Orgelempore im Süden. Das Kirchengestühl war nach Norden ausgerichtet und ließ vom Südportal einen Mittelgang durch die ganze Kirche frei. Der zweizonigen äußeren Anlage entsprach im Inneren die dreiseitig umlaufende Empore. Sie ruhte auf kannelierten dorischen Säulen, die oberhalb der Emporen zur Stützung der Decke fortgeführt wurden. Die Pankratiuskirche bot 1000 Besuchern Platz.

### Kirchturm

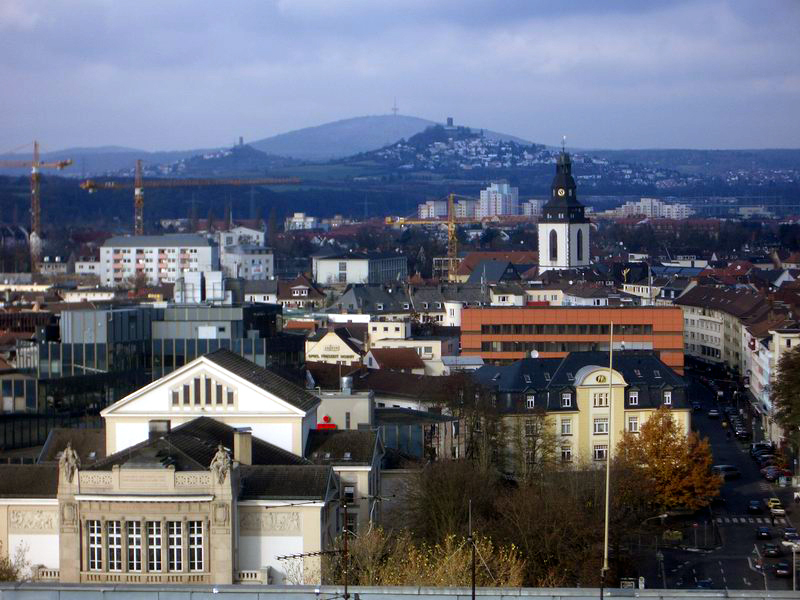
Stadtkirchenturm im Stadtzentrum

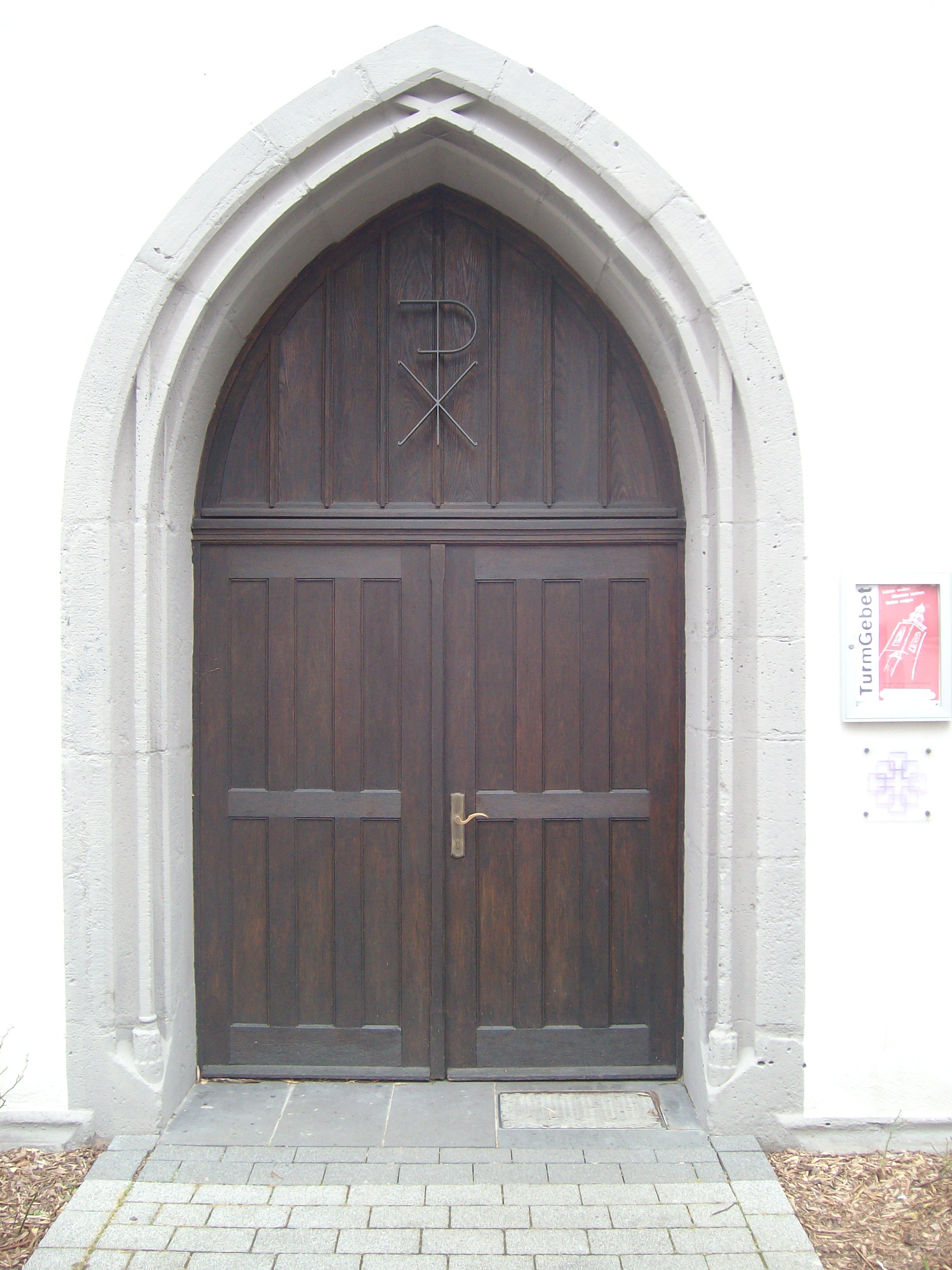
Gotisches Westportal

Der Stadtkirchenturm erreicht eine Höhe von 50,70 Metern und hat im Erdgeschoss 2,25 Meter dicke Wände auf quadratischem Grundriss. Er besteht im unteren Bereich aus einem  massiv aufgemauerten und verputzten Turmschaft mit Eckquaderung von insgesamt 32 Metern Höhe, der durch vorkragende Gesimse in drei gleich hohe Stockwerke gegliedert wird. Die beiden ersten Geschosse haben im Inneren keine Zwischendecke. Das erste Geschoss hat zwei große Spitzbogenfenster ohne Maßwerk, das mittlere Geschoss ist fensterlos. Das Obergeschoss dient als Glockenstuhl und hat an jeder Seite eine spitzbogige Schallöffnung. An der nördlichen Ostseite ermöglicht ein schmaler steinerner Treppenturm mit einer Wendeltreppe den Aufstieg bis oben in das zweite Geschoss des Turmschaftes. Der weitere Aufstieg erfolgt im Inneren über Stahltreppen. Kleine Schlitzfenster belichten den von einem Zeltdach abgeschlossenen Treppenturm. An der westlichen Turmseite ist ein spitzbogiges Portal eingelassen.
Im Untergeschoss ist der flachspitzbogige, ehemalige Durchgang zur Kirchenschiff an der Ostseite vermauert. In der 1952 eingerichteten Tauf-, Trau- und Gedächtniskapelle (Michaeliskapelle) findet regelmäßig ein „Turmgebet“ statt. Das pokalförmige Taufbecken (Durchmesser: 1,03 Meter, Höhe: 0,72 Meter) aus Lungstein stammt aus romanischer Zeit und war ursprünglich wohl in der 1530 abgerissenen Peterskirche auf dem Seltersberg aufgestellt, bevor es in die Stadtkirche überführt wurde. Anschließend stand es Jahrzehnte unbenutzt im Pfarrgarten. Acht Felder haben je zwei Hufeisenbögen. Der Kirchenmaler Rudolf Fuchs aus Diez schuf das Gemälde an der östlichen Altarwand, das den Erzengel Michael zeigt, und die Vorlagen für die Glasfenster. Der Altar wird aus einem massiven Kubus mit einer schlichten, weit überstehenden Mensa gebildet. Die Fenster von 1955 und 1956 zeigen Engel mit der Geburts- und Auferstehungsszene. Die Licher Firma Förster & Nicolaus baute ein kleines Orgelpositiv mit Freipfeifenprospekt, das über vier Register auf einem Manual verfügt:
| I Manual C–   |    |
| Holzgedackt   | 8′ |
| Rohrflöte     | 4′ |
| Prinzipal     | 2′ |
| Scharf II–III |    |

Mithilfe von Spenden Gießener Bürger wurde 1979 die Rekonstruktion des dreigeschossigen Turmaufbaus abgeschlossen. Der hölzerne, verschieferte Helm ist in der Art hessischer Dorfkirchen gestaltet. Ein kubusförmiges Geschoss hat einen Umgang (entsprechend dem früheren Wächtersgang der Türmerwohnung), der einen Ausblick über die Stadt gewährt. Im oktogonalen Mittelgeschoss wechseln sich rundbogige Fenster und die vergoldeten Ziffernblätter der Turmuhr ab. Ein geschweiftes Dach bildet den Übergang zur oktogonalen Laterne mit rundbogigen Öffnungen. Die Welsche Haube wird von einem Turmknauf, einem schmiedeeisernen Kreuz und einer vergoldeten Wetterfahne bekrönt. Die Wetterfahne zeigt das Stadtwappen von Gießen: einen schreitenden, gekrönten Löwen, der ein „G“ (für Gießen) in seinen Pranken hält.

## Geläut
Die Pförtnerglocke aus dem Jahr 1371 wurde 1719 von Johann Andreas und Heinrich Baltzer Henschel in Gießen umgegossen. 1853 wurde sie von Philipp Rincker neu gegossen, der im selben Jahr eine Vaterunser-Glocke, eine Annen-Glocke von 1481 und eine 1739 von Johann Philipp Henschel gefertigte Glocke umgegossen hat. Ebenfalls wurde eine große Glocke mit dem Namen „Mathilde“ aus dem Jahr 1473 1853 von Philipp Rincker umgegossen. Sie erklingt auf dem Ton a0 und überstand als einzige die beiden Weltkriege. Die vier 1853 geschaffenen Glocken waren Mathilde, Elisabeth, Maria und Anna geweiht. Andreas Hamm aus Frankenthal baute 1883 den Glockenstuhl. Eine Bronzetafel am Glockenstuhl trägt die Inschrift: „C Glocke und saemtliche Eisenconstructionen entworfen und ausgefuehrt von der Maschinenfabrik, Glocken- und Eisengiesserei Andreas Hamm Frankenthal 1883.“ Im Ersten Weltkrieg musste die kleinste Glocke für Rüstungszwecke abgetreten werden und wurde eingeschmolzen. Sie wurde 1927 von Friedrich Wilhelm Rincker ersetzt. Im Zweiten Weltkrieg wurden die drei größten Glocken abgeliefert. Eine Glocke (g0) von Hamm (1883) ist verschollen und wurde wahrscheinlich Opfer des Krieges. Als einzige Gießener Glocke kehrte „Mathilde“ wieder zurück. Aufgrund der Beschädigung des Stadtkirchenturms wurde sie nach dem Zweiten Weltkrieg dort nicht wieder aufgehängt. 1955 wurde die große Glocke zusammen mit der kleinen, nicht beschlagnahmten Glocke (e1) von Friedrich Wilhelm Rincker (1927) an die Johanneskirche abgegeben. In diesem Jahr erhielt der Turm vier neue vom Bochumer Verein aus Gussstahl gegossene Glocken. Drei läuten gekröpft mit Obergewichten und Gegengewichtsklöppeln, wegen statischer Probleme ist nur die kleinste freischwingend. Die Tonkombination der vier Glocken wird als „Idealquartett“ bezeichnet. Die größte Glocke dient als Gottesdienstglocke, die zweite zum Mittagsgebet um 12 Uhr, die dritte zum Morgen- und Abendgebet und die kleinste als Vaterunser-Glocke.
| Nr. | Gussjahr | Gießer, Gussort         | Gewicht (kg) | Schlagton (HT-1/16) | Inschrift                                                 | Bild |
| 1   | 1955     | Bochumer Verein, Bochum | 2200         | h0                  | „Soli Deo gloria“ [Gott allein die Ehre]                  |      |
| 2   | 1955     | Bochumer Verein, Bochum | 1250         | d1                  | „Da pacem Domine“ [Herr, gib uns Frieden]                 |      |
| 3   | 1955     | Bochumer Verein, Bochum | 930          | e1                  | „Jesus Christus nostra salus“ [Jesus Christus unser Heil] |      |
| 4   | 1955     | Bochumer Verein, Bochum | 520          | g1                  | „Veni sancte Spiritus“ [Komm, Heiliger Geist]             |      |